# De Cock en de vermoorde onschuld
De Cock en de vermoorde onschuld is het zevenenzeventigste deel van de Nederlandse detectiveserie De Cock. In tegenstelling tot de voorafgaande 5 delen bewerkte Peter Römer deze keer geen televisiescript van Baantjer. Deel 40 van de tv-serie uit 1998 kende wel dezelfde titel, maar had een volstrekt ander plot.

## Verhaal
In Amsterdam is een onderwereldoorlog gaande en Justitie is een grote undercover-operatie gestart, Operatie Dennenboom. Bij één schietpartij door een motorrijder met een kalasjnikov wordt een meisje van 10 jaar per ongeluk het slachtoffer. De Cock en Vledder ontdekken dat de kogels eigenlijk bedoeld waren voor Jantje Havekort, een bescheiden onderwereldcrimineel. De Cock krijgt bovendien door de Hoofdofficier van justitie verregaande beperkingen opgelegd in zijn nasporingen.
Het onderzoek zit aanvankelijk muurvast, totdat de motor wordt aangetroffen, die gebruikt is bij de schietpartij. De helm, die de dader heeft achtergelaten, wordt onderzocht. Als er DNA wordt aangetroffen, betekent dat een eerste bruikbaar spoor in het onderzoek. De Cock heeft het idee dat de hele casus van dommigheden en fouten aan elkaar hangt. Na een kidnapping van een meisje en een opvolgende gijzeling, wordt de zaak langzaamaan glashelder. Hoewel het dode meisje Rianne verwekt is tijdens een verkrachting, voelt haar verwekker zich nog steeds erg betrokken. De Cock maakt al pratend een einde aan de gijzeling van een klein onschuldig meisje  in Abcoude, vlak voordat het arrestatieteam de zaak zou hebben overgenomen. Dick Vledder onderbrak zijn vakantie met een nieuwe vriendin op Texel en is als enige rechercheur aanwezig als De Cock in het laatste hoofdstuk thuis de misdaad-eindjes aan elkaar knoopt. De dood van Rianne bleek achteraf geen enkel verband te hebben met "Operatie Dennenboom".

## Trivia
- Op de omslag van het boek noemt de uitgever het boek "actueel".[2] Er was in het jaar van uitgave (2015) ook werkelijk een onderwereldoorlog gaande in Amsterdam, waarbij ook "per ongeluk" het verkeerde persoon werd doodgeschoten.